# 索里馬拉皮火山
索里馬拉皮火山是印度尼西亞的火山，位於蘇門答臘島，海拔高度2,145米，山頂有一個寬600米的火山湖，東南面的山坡上有一個小型寄生火山錐，有7次火山爆發記錄，最近一次爆發在1987年。